# Ziegelrote Brennwinde

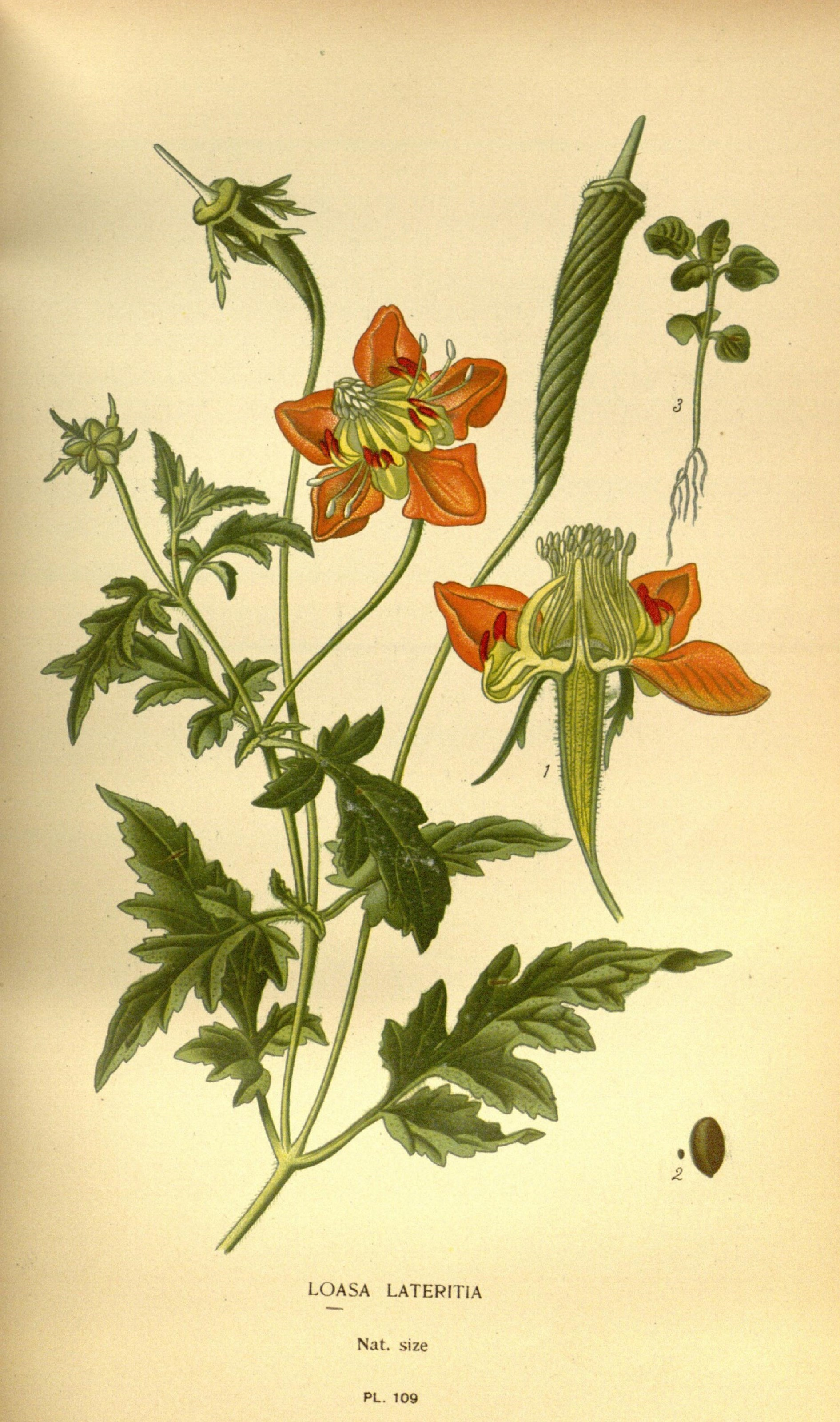
Illustration

Die Ziegelrote Brennwinde (Caiophora lateritia) ist eine Pflanzenart aus der Gattung Caiophora in der Familie der Blumennesselgewächse (Loasaceae).

## Beschreibung
Die Ziegelrote Brennwinde ist eine ausdauernde Kletterpflanze, die Wuchshöhen von bis zu 3 Meter erreicht, in Mitteleuropa aber oft als einjährige Pflanze kultiviert und jährlich neu ausgesät wird. Die Sprossachsen sind behaart. Die einfachen, unregelmäßig gelappten bis zerschnittenen, spitzen, vor allem unterseits borstig behaarten Laubblätter sind gestielt und eiförmig. Die Blattränder sind gröber oder feiner gezähnt.
Die gestielten, fünfzähligen Blüten erscheinen achselständig meist einzeln oder zu weit. Die schmalen, borstig behaarten Kelchzipfel sind zurückgelegt und ganz bis grob gezähnt. Die kurz behaarte Krone ist nickend, ziegel-mennigerot oder orange, zuweilen gelb bis gelblich-weiß und hat einen Durchmesser von bis zu 5 Zentimeter. Die außen fein behaarten, gelappten, bootförmigen „Nektarschuppen“ (verwachsene Staminodien) sind gelb und dunkelrot gefleckt. Die Staubblätter sind bündelig in den ei- und bootförmigen Petalen angeordnet, die bogigen Staminodien sind im Zentrum. Der Fruchtknoten ist unterständig im borstig behaarten Blütenbecher, mit kurzem Griffel und dreilappiger Narbe. Es ist ein Diskus vorhanden.
Die Blütezeit reicht von Juli bis Oktober. Die länglichen, rauhaarigen, vielsamigen Kapselfrüchte mit Kelchresten sind mehr oder weniger stark schraubig verdreht; dabei kommt beiderlei Torsionssinn etwa gleich häufig vor – im Gegensatz etwa zur „Monostrophie“ des Schraubungssinns bei Früchten von Arten der Gattung Blumenbachia. Gleiches gilt auch für die schraubig kletternden Sprossachsen dieser Brennwinden. Er kann an derselben Sprossachse wechseln, wie Untersuchungen an Exemplaren dieser Art im Botanischen Garten der Universität Kiel erwiesen haben. Dagegen zeigen die allermeisten Schlingpflanzen einen genetisch festgelegt einsinnigen (monostrophen) Schraubungssinn des Windens ihrer Sprossachsen.

## Vorkommen
Die Ziegelrote Brennwinde kommt in Chile und Argentinien in Nebelwüsten vor.

## Nutzung
Die Ziegelrote Brennwinde wird selten als Zierpflanze für Spaliere und Sommerblumenbeete genutzt. Sie ist seit spätestens 1836 in Kultur.

## Belege
- Alberto C. Slanis, María C. Perea, Alfredo Grau: Taxonomic revision of the genus Caiophora (Loasaceae) from Argentina: A new species C. sleumerii. In: Darwiniana. Nueva serie, 4(2), 2016, S. 138–191, doi:10.14522/darwiniana.2016.42.685, online auf researchgate.net.
- Marina Micaela Strelin et al.: The evolution of floral ontogenetic allometry in the Andean genus Caiophora (Loasaceae, subfam. Loasoideae). In: Evolution & Development. 20(1), 2017, S. 29–39, doi:10.1111/ede.12246, online auf researchgate.net.
- Eckehart J. Jäger, Friedrich Ebel, Peter Hanelt, Gerd K. Müller (Hrsg.): Rothmaler Exkursionsflora von Deutschland. Band 5: Krautige Zier- und Nutzpflanzen. Spektrum Akademischer Verlag, Berlin Heidelberg 2008, ISBN 978-3-8274-0918-8.